# Казе Суси II (Л'Аквила)
Казе Суси II (итал. Case Susi II) је насеље у Италији у округу Л'Аквила, региону Абруцо.
Према процени из 2011. у насељу је живело 22 становника. Насеље се налази на надморској висини од 462 м.